# 鹿洞駅 (慶尚北道)
鹿洞信号場（ノクトンしんごうじょう）または鹿洞駅（ノクトンえき）は、大韓民国慶尚北道奉化郡にある韓国鉄道公社の駅である。

## 利用可能な路線
- 韓国鉄道公社
  - 嶺東線

## 歴史
- 1965年12月15日：開業。
- 2008年3月10日：旅客取扱中止。

## 隣の駅
韓国鉄道公社
嶺東線
春陽駅 - 鹿洞駅 - 林基駅